# 森田恒友
森田 恒友（もりた つねとも、1881年（明治14年）4月9日 - 1933年（昭和8年）4月8日）は、大正から昭和にかけての洋画家。博物学者で国立民族学博物館名誉教授の森田恒之は孫。

## 経歴
埼玉県幡羅郡久保島村（現・熊谷市）に生まれる。熊谷中学校中退。
小山正太郎の不同舎に学び、1902年東京美術学校（現・東京芸術大学）入学。在学中、青木繁や坂本繁二郎らと親しく交わり、また新設の太平洋画会研究所にも通った。1906年に東京美術学校西洋画撰科を卒業。
1907年、山本鼎・石井柏亭らと美術誌「方寸」を創刊。同年、第1回文展に「湖畔」を出品し入選。また渡欧するまでの間、たびたび太平洋画家展にも制作を発表した。翌年にパンの会の同人となる。
1914年、ヨーロッパに渡り、セザンヌの影響を受ける。翌年帰国して二科会会員。1916年、日本美術院洋画部の同人となったが、翌年両会とも脱会し、1922年、春陽会を設立。ヨーロッパで得たリアリズムを基本に西洋画の写生を水墨画の上に生かし、自ら平野人と号し、関東平野の利根川沿いの自然を写生し、閑静な生活の中に心の澄んだ素直な作品を描いた。
南画の伝統を近代絵画に蘇らせた画家の一人。墓所は多磨霊園。

## 代表作
- 梳髪 （個人蔵）明治38年（1905年） 熊谷市指定文化財
- 湖畔 （埼玉県立近代美術館） 明治40年（1907年）

## ギャラリー

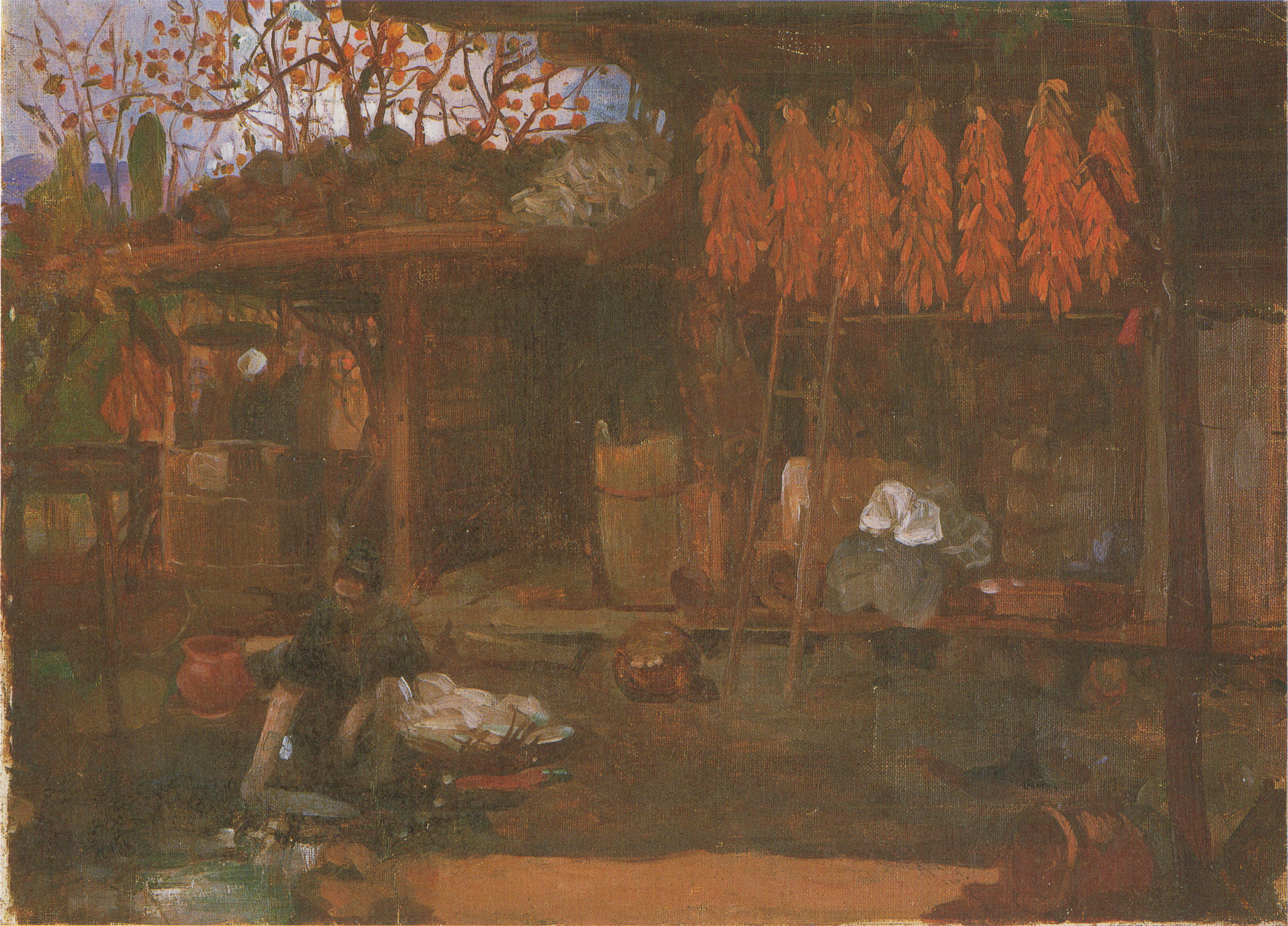
『農家の洗場』(1901年頃、埼玉県立近代美術館蔵)
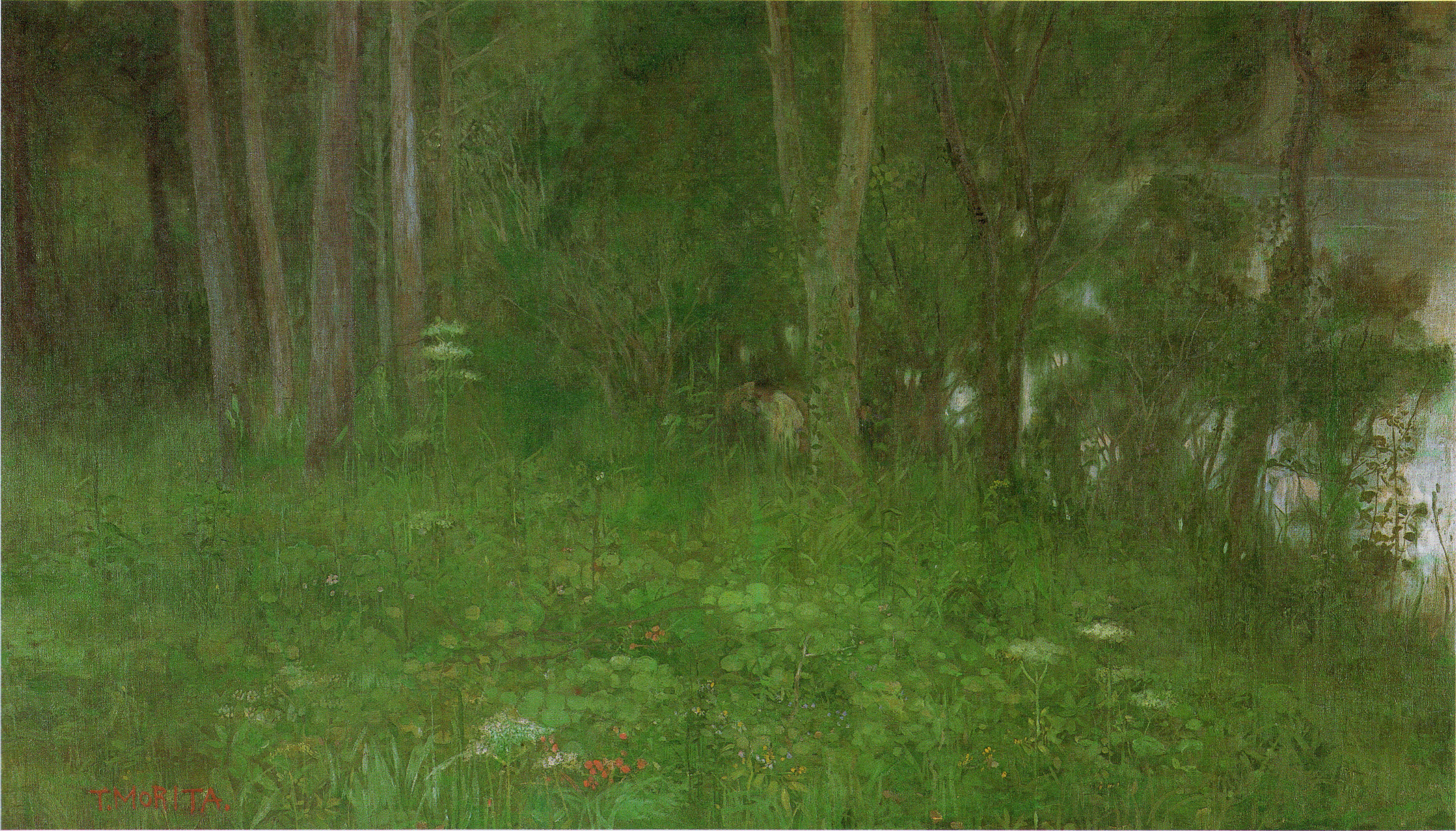
『湖畔』(1907年、埼玉県立近代美術館蔵)